# NGC 4742
NGC 4742 este o galaxie eliptică situată în constelația Fecioara. A fost descoperită în 25 martie 1786 de către William Herschel. Se află la o distanță de 15,63 megaparseci de Pământ.